# Kim Hyo-yeon
Kim Hyo-yeon (김효연?; Incheon, 22 settembre 1989) è una cantante e attrice sudcoreana, membro del girl group Girls' Generation, formato nel 2007 e della sotto-unita Oh!GG formato nel 2018.

## Biografia
Ha fatto il suo debutto ufficiale, nel mondo della musica, con le Girls' Generation nel 2007. Tra il 2007 e il 2015 ha lavorato molto all'interno del gruppo per poi nel 2016 fare il suo debutto solista con il singolo 'Mystery'.
Nel 2015 ha avuto un suo personale programma televisivo chiamato Hyo-Style, che è stato trasmesso sul canale nazionale OnStyle. Nel 2018 prende il nome di DJ HYO diventando ufficialmente un DJ e inizia ad esibirsi nelle discoteche. Sempre nel 2018 entra nella sotto-unita delle Girls' Generation 'Oh!GG'.

## Filmografia

### Cinema
- Unstoppable Marriage (못말리는 결혼), (2007)
- I AM. (아이엠), regia di Choi Jin Sung (2012)
- SMTown: The Stage, regia di Bae Sung-sang (2015)

### Televisione
- Oh! My Lady (오! 마이 레이디) - serie TV, episodio 7 (2010)

### Programmi televisivi
- Music Station (ミュージックステーション) - programma televisivo (2007)
- Hey! Hey! Hey! Music Champ - programma televisivo (2007)
- Champagne (샴페인) - programma televisivo (2008)
- Factory Girl (소녀시대의 팩토리 걸) - programma televisivo, episodi 1-4, 7-10 (2008)
- We Got Married 1 (우리 결혼했어요) - programma televisivo, episodi 42, 45 (2009)
- Idol Show 3 (아이돌 군단의 떴다! 그녀 시즌 3) - programma televisivo, episodio 8-9 (2009)
- Star King (스타킹) - programma televisivo, episodi 105-106, 159, 179 (2009, 2010)
- Infinite Challenge (무한도전) - programma televisivo, episodio 144 (2009)
- Girls' Generation's Horror Movie Factory (소녀시대의 공포영화 제작소) - programma televisivo (2009)
- Girls' Generation's Hello Baby (소녀시대의 헬로 베이비) - programma televisivo (2009)
- Girls' Generation Goes to School (소녀 학교에 가다) - programma televisivo (2009)
- Now Is The Era of Flower Boys (지금은 꽃미남 시대) - programma televisivo, episodi 12-13 (2009)
- You Hee-Yeol's Sketchbook (유희열의 스케치북) - programma televisivo, episodi 14, 48, 123, 174, 224, 288 (2009, 2010, 2011, 2013, 2014, 2015)
- Strong Heart (강심장) - programma televisivo, episodi 11-12, 29-30, 94-95, 165-166 (2009, 2010, 2013)
- SHINee Hello Baby (샤이니의 헬로 베이비) - programma televisivo, episodio 5 (2010)
- Invincible Youth (청춘불패) - programma televisivo, episodio 18 (2010)
- We Got Married 2 (우리 결혼했어요) - reality show, episodi 41-42, 50-52, 54-57, 68-70, 87 (2010)
- Let's Go! Dream Team Season 2 (출발 드림팀 - 시즌 2) - programma televisivo, episodi 18-19, 32, 106 (2010, 2011)
- Right Now It's Girls' Generation (지금은 소녀시대) - programma televisivo (2010)
- Win Win (김승우의 승승장구) - programma televisivo, episodio 11 (2010)
- Family Outing 2 (패밀리가 떴다 2) - programma televisivo, episodi 10-11 (2010)
- Haha Mong Show (하하몽쇼) - programma televisivo, episodio 4 (2010)
- Running Man (런닝맨) - programma televisivo, episodi 63-64, 254, 363, 602 (2011, 2015, 2017, 2022)
- Invincible Youth 2 (청춘불패2) - programma televisivo, episodi 1-11, 13-46 (2011-2012)
- K-pop Star - Season 1 (K팝스타 - 시즌 1) - programma televisivo, episodio 1 (2011)
- Girls' Generation and the Dangerous Boys (소녀시대와 위험한 소년들) - programma televisivo, episodi 1-7, 10-12 (2011-2012)
- Radio Star (황금어장 라디오스타) - programma televisivo, episodi 312, 705 (2013, 2021)
- Happy Together 3 (해피투게더) - programma televisivo, episodio 282 (2013)
- Dancing 9 1 (댄싱9) - programma televisivo (2013)
- Healing Camp (힐링캠프, 기쁘지 아니한가) - programma televisivo, episodi 132 (2014)
- Family's Dignity: Full House (가족의 품격 풀하우스) - programma televisivo, episodio 54 (2014)
- Jessica & Krystal (제시카 & 크리스탈) - programma televisivo, episodi 2-3, 6, 10 (2014)
- The TaeTiSeo - programma televisivo, episodio 1 (2014)
- Hidden Singer 3 (히든싱어3) - programma televisivo, episodi 5, 13 (2014)
- Immortal Songs: Singing the Legend (불후의 명곡: 전설을 노래하다) - programma televisivo, episodio 190 (2015)
- Hyoyeon's One Million Like (효연의 백만 라이크) - programma televisivo (2015)
- Ch. Girl's Generation (채널 소녀시대) - programma televisivo (2015)
- M Countdown (엠카운트다운) - programma televisivo, episodi 435-436, 438, 440, 442-444, 453, 737 (2015, 2022)
- Show! Eum-ak jungsim (쇼! 음악중심) - programma televisivo, episodi 466, 469-472 (2015, 2020)
- Weekly Idol (주간 아이돌) - programma televisivo, episodi 212-213 (2015)
- The Return of Superman (슈퍼맨이 돌아왔다) - programma televisivo, episodi 95-96 (2015)
- 2015 MBC Music Festival: Encyclopedia of Music (2015 MBC 가요대제전: 가요대백과) - programma televisivo (2015)
- Hit The Stage (힛 더 스테이지) - programma televisivo, episodi 1-6, 9-10 (2016)
- Saturday Night Live Korea 8 (SNL 코리아8) - programma televisivo, episodio 15 (2016)
- Singderella (싱데렐라) - programma televisivo, episodio 14 (2017)
- Secretly, Greatly (은밀하게 위대하게) - programma televisivo, episodio 11 (2017)
- Seohyun Home (혼자 살아보니 어때) - programma televisivo, episodi 2, 4 (2017)
- Attraction TV 2 (매력티비 2) - programma televisivo (2017)
- Bijeongsanghoedam (비정상회담) - programma televisivo, episodio 152 (2017)
- Knowing Bros (아는 형님) - programma televisivo, episodi 88-89, 128 (2017, 2018)
- It's Okay To Go A Little Crazy (살짝 미쳐도 좋아) - programma televisivo, episodio 6 (2017)
- My English Puberty (나의 영어 사춘기) - programma televisivo (2017-2018)
- Secret Unnie (비밀언니) - programma televisivo, episodi 2-6, 8, 13-19 (2018)
- Hidden Singer 5 (히든싱어5) - programma televisivo, episodio 1 (2018)
- Girls For Rest (소녀포레스트) - programma televisivo (2018)
- Human Intelligence – The Most Perfect A.I. (인간지능 - 가장 완벽한 A.I.) - programma televisivo (2018)
- Amazing Saturday (놀라운 토요일) - programma televisivo, episodi 38, 103, 158 (2018, 2020, 2021)
- Player 7 (플레이어) - programma televisivo, episodio 16 (2019)
- The Fishermen and the City 2 (나만 믿고 따라와, 도시어부2) - trasmissione, 3 episodi (2020)
- Cass BLUE PLAYGROUND CONNECT 2.0 - trasmissione (2020)
- HYO’s ‘DESSERT’ COUNTDOWN LIVE - trasmissione live (2020)
- HYO Twitter Blueroom LIVE - programma online (2020)
- Inkigayo (인기가요) - programma televisivo (2020)
- YulihanTV : yulihan sigtag (유리한TV : 유리한 식탁) - programma online (2020)
- Ahyeong bang-gwa hu hwaldong 'dongdongsingi' (아형 방과 후 활동 '동동신기') - programma online (2020)
- South Korean Foreigners (대한외국인) - programma televisivo, episodio 101 (2020)
- Naneun chayeoss-eo (나는 차였어) - programma televisivo (2020)
- Travelling Market (유랑마켓) - programma televisivo, episodio 3 (2020)
- Good Girl (굿걸: 누가 방송국을 털었나) - programma televisivo (2020)
- Dogs Are Incredible (개는 훌륭하다) - programma televisivo, episodio 41 (2020)
- Dong Dong Shin Ki (동동신기) - programma televisivo, episodio 9 (2020)
- Unnies Beuty Carpool (언니들의 뷰티카풀) - programma televisivo (2021)
- Yuri's Winning Recipe 2 (유리한 식탁2) - programma, episodio 3 (2021)
- Drink with God 2 (신과 함께 시즌2) - programma televisivo, episodio 4 (2021)
- You Quiz on the Block 3 (유 퀴즈 온 더 블럭3) - programma televisivo, episodio 121 (2021)
- LOLO Trip (롤로트립) - programma televisivo (2021)
- Extreme Debut: Wild Idol (극한데뷔 야생돌) - programma televisivo, episodio 10 (2021)

### Radio
- SBS-R POWER FM 최화정의 파워타임 ‘최파타 썸머 페스티벌 3탄 (2020)
- FM 강한나의 볼륨을 높여요 ‘볼륨 발렛 토킹’ (2020)
- SBS-R POWER FM 이준의 영스트리트 (2020)
- MBC-R FM4U 정오의 희망곡 김신영입니다 (2020)

## Discografia

### EP
- 2022 – Deep

### Singoli
- 2016 – Mystery
- 2017 – Wannabe feat. San E
- 2018 – Sober feat. Ummet Ozcan
- 2018 – Punk Right Now feat. 3LAU
- 2019 – Badster
- 2020 – Dessert
- 2020 – Think About Me (con Raiden, feat. Coogie)
- 2021 – Second (feat. Bibi)
- 2022 – Deep